# Jan Theuninck

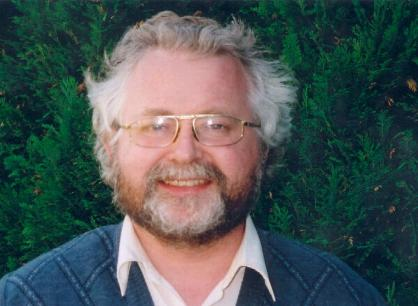
Jan Theuninck (2003)

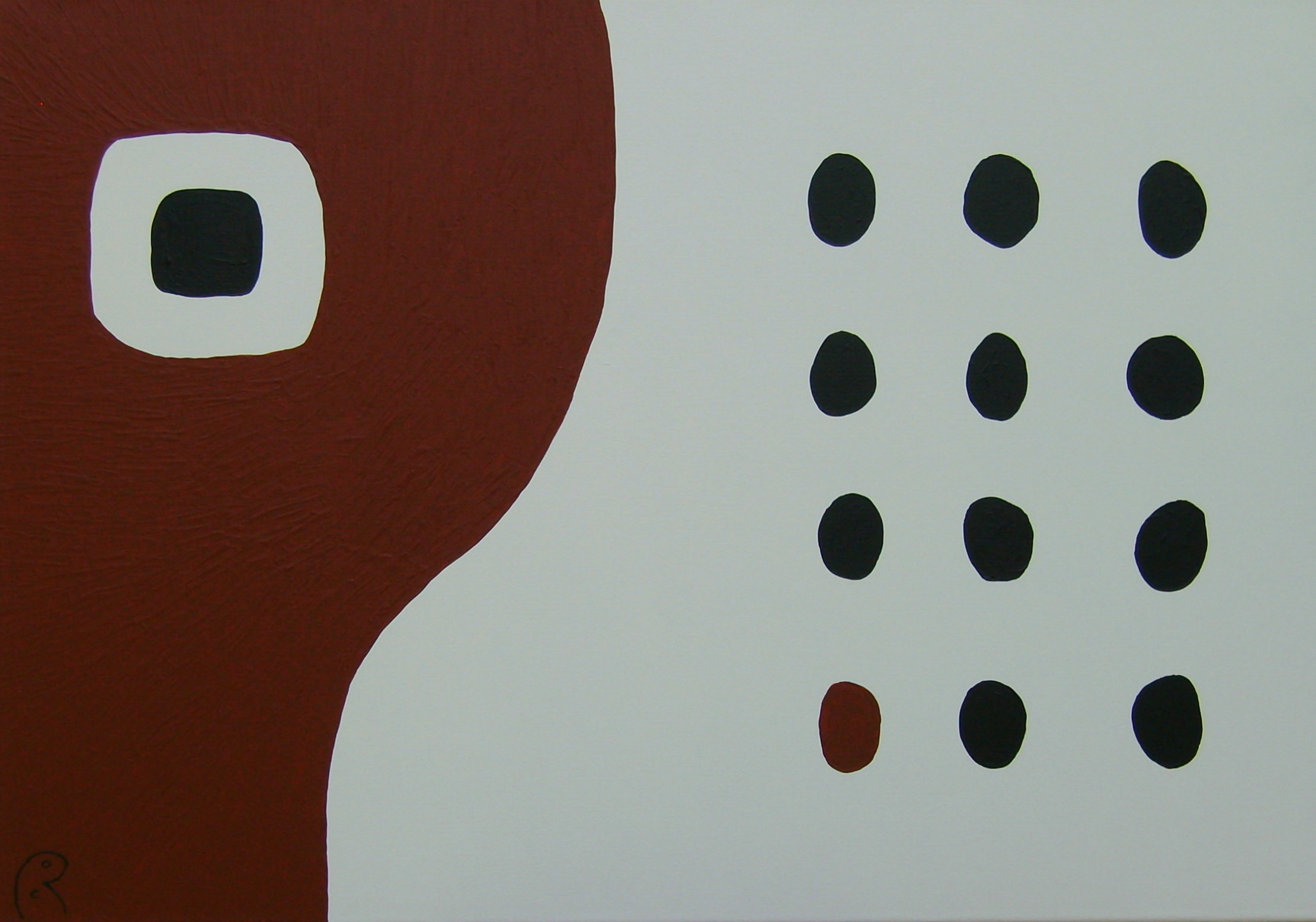
Iperita

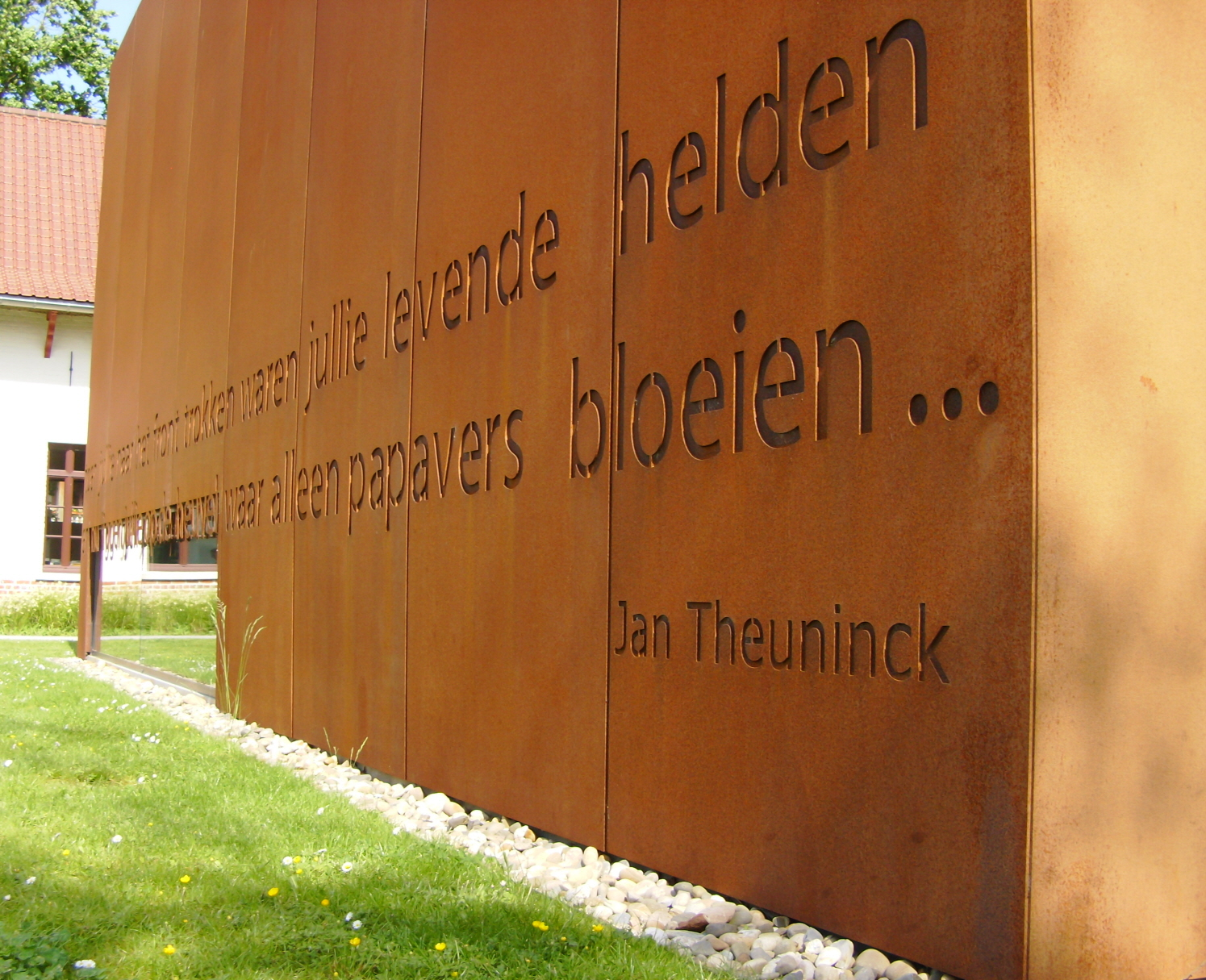
Biblioteca Zonnebeke

Jan Theuninck, (Zonnebeke; 7 de junio de 1954), pintor y poeta belga (seudónimo: Orc )
Theuninck es un pintor minimalista (formas simples y puras, monocromía absoluta) y poeta comprometido que busca denunciar las injusticias sociales y la violación sistemática de los derechos humanos. 
Su obra está escrita principalmente en francés y ocasinalmente en inglés y es una reflexión sobre el Holocausto , la paz y la guerra, la sexualidad, el colonialismo y la esclavitud moderna.